# Křídlo (hrad)
Křídlo je zřícenina hradu nacházející se necelého 1 km jižně od obce Brusné v okrese Kroměříž. Stojí na  stejnojmenném výrazném severovýchodním ostrohu vrchu Barvínek v nadmořské výšce 504 m v Hostýnských vrších nad údolím Rusavy. Od roku 1973 je chráněna jako kulturní památka.

## Historie
Hrad byl zbudován patrně v první polovině 14. století. První písemná zmínka o něm pochází z roku 1365, kdy Vlk z Dobrotic, syn Záviše z Dobrotic, prodal již tehdy existující hrad Křídlo panu Vilému z Kunštátu ("Wlko dictus de Dobrotycz… domino Wilhelmo de Cunstat et suis heredibus castrum Krzidlo").
Koncem sedmdesátých let 15. století rozbořila hrad vojska uherského krále Matyáše Korvína, v česko-uherských válkách. Při prodeji panství v roce 1481 byl hrad zmiňován již jako zbořeniště.

## Přístup
Zřícenina hradu je přístupná po modré turistické značce z obce Chomýž, nebo po žluté turistické značce z obcí Rusava a Brusné.